# ラマト・ガン室内管弦楽団
ラマト・ガン室内管弦楽団（Israeli Chamber Orchestra Ramat-Gan）はイスラエルの室内オーケストラ。ラマ・ガン室内管弦楽団とも記される。

## 沿革
1955年に指揮者のミヒャエル・タウベによって創設された。イスラエルで最も古い歴史を持つ室内オーケストラであり、1960年から1967年までセルジュ・コミッショーナが音楽監督としてその育成につとめた。その後もメンディ・ロダン、アヴィヴ・ロン等を指揮者として活動し、特にエリアフ・インバルとはコンサート・ホール・ソサエティに多くの音源を残している。